# Nada personal (álbum)
Nada Personal es el segundo álbum de estudio de la banda de rock latino Soda Stereo, lanzada en Argentina el 21 de noviembre de 1985 por Sony Music Latin (antes CBS Discos). Fue reeditado en CD por primera vez en 1991.
De este álbum, el ranking de las 500 mejores canciones del rock iberoamericano por Al Borde en 2006 premió la canción «Cuando Pase el Temblor» con el puesto 84°, el de las 20 mejores canciones del rock en español por E! en 2011 con el 12°, el de las 100 mejores canciones del rock argentino por la Rolling Stone Argentina y MTV en 2002 con el 68°, y el de las 100 mejores canciones del rock argentino por Rock.com.ar en 2007 premió la canción «Nada personal» con el 74°.
El video de «Cuando pase el temblor» fue nominado finalista del 12.º "World Festival of Video and TV" en Acapulco.

## Trasfondo
El disco fue grabado y mezclado en los estudios Moebio en Buenos Aires (Argentina) con el técnico Mariano López como ingeniero de sonido.
Nada personal presenta además, en algunas canciones, la intención del grupo musical de explorar nuevos sonidos, como en «Estoy azulado», canción que comienza con una climática introducción de saxo a cargo de Gonzalo Palacios, y en «Cuando pase el temblor», canción que mezcla new wave con música andina propia del noroeste de Argentina. Sin abandonar los ritmos "bailables", este segundo álbum de estudio logró más profundidad en las letras y madurez en las melodías. Por tanto, este disco mostró una evolución del grupo hacia un estilo cada vez más propio.
Bien recibido por la crítica especializada, significó para el grupo un aumento enorme de su popularidad. Solo en Argentina vendió alrededor de 180 000 copias en los primeros meses. El disco significó la consagración definitiva de Soda Stereo ante el público argentino.
En junio de 1986, Soda Stereo decide grabar un video musical de la canción «Cuando Pase el Temblor». Éste es grabado en las ruinas del Pucará, en Tilcara, Jujuy, bajo la dirección de Alfredo Lois.
Gustavo Cerati comenta respecto al disco:

"El advenimiento de las cámaras de reverberación y los trucos sonoros de los ochenta. En este disco empecé a aprender a hacer canciones".

## Promoción
Durante el verano austral de 1986 el grupo realizó una gira de conciertos por los centros turísticos argentinos para presentar el disco, tocando en Mar del Plata, Villa Gesell y Pinamar, sumando además un concierto consagratorio en el Festival de La Falda, en Córdoba, en el que contaron con la participación de Charly García como invitados tecladistas en el tema «¿Por qué no puedo ser del Jet-Set?».
En abril de 1986, 22 mil espectadores revientan las cuatro funciones que sirven para presentar oficialmente el disco en el Estadio Obras Sanitarias de Buenos Aires. En la primera de las funciones se graba un video en vivo de larga duración. Este video se llamaría Nada Personal en Obras y se editaría meses después.
Luego de los conciertos realizados en Obras las ventas del disco comenzaron a subir rápidamente, pasando del disco de oro, que habían conseguido durante el verano, hasta el platino, y llegando a doblar esa cifra en los meses siguientes.

## Lista de canciones
| Lado A |                          |                          |          |  |
| N.º    | Título                   | Escritor(es)             | Duración |  |
| 1.     | «Nada personal»          | Cerati                   | 4:52     |  |
| 2.     | «Si no fuera por...»     | Cerati · Bosio · Alberti | 3:27     |  |
| 3.     | «Cuando pase el temblor» | Cerati                   | 3:49     |  |
| 4.     | «Danza rota»             | Cerati                   | 3:31     |  |
| 5.     | «El cuerpo del delito»   | Cerati · Bosio           | 3:46     |  |
| 19:25  |                          |                          |          |  |

| Lado B |                              |                              |          |  |
| N.º    | Título                       | Escritor(es)                 | Duración |  |
| 6.     | «Juego de seducción»         | Cerati                       | 3:18     |  |
| 7.     | «Estoy azulado»              | Cerati · Coleman             | 5:16     |  |
| 8.     | «Observándonos (Satélites)»  | Cerati · Bosio · Alberti (*) | 3:06     |  |
| 9.     | «Imágenes retro (Telarañas)» | Cerati (**)                  | 3:49     |  |
| 10.    | «Ecos»                       | Cerati                       | 4:57     |  |
| 20:26  |                              |                              |          |  |

## Videos musicales
- «Nada personal» (En vivo) (1986)
- «Cuando pase el temblor» (1986)
- «Imágenes retro» (2021)
- «Danza rota» (2021)

## Sencillos
- «Nada personal» (1985)
- «Juego de seducción» (1985)
- «Cuando pase el temblor» (1985)

## Posicionamientos

### Sencillos
| Año  | Título                   | Posición                                                    |
| ---- | ------------------------ | ----------------------------------------------------------- |
| 1985 | «Nada personal»          | 74° - Rock.com.ar                                           |
| 1985 | «Cuando pase el temblor» | 84° - Al Borde 12° - E! 68° - Rolling Stone Argentina y MTV |

## Certificaciones
| País      | Organismo certificador | Certificación | Ventas certificadas | Ref.  |
| --------- | ---------------------- | ------------- | ------------------- | ----- |
| Argentina | CAPIF                  | 2× Platino    | 120 000             | [ 6 ] |
| Chile     | IFPI - Chile           | 3× Platino    | 60 000              | [ 6 ] |
| Colombia  | ASINCOL                | Oro           | 35 000              | [ 6 ] |
| Perú      | UNIMPRO                | Platino       | 20 000              | [ 6 ] |
| Venezuela | AVINPRO                | Oro           | 10 000              | [ 6 ] |

## Créditos
| - Gustavo Cerati: voz principal y coros, guitarra eléctrica. - Zeta Bosio: bajo y coros. - Charly Alberti: batería electrónica y caja de ritmos. Músicos adicionales - Fabián Quintiero: sintetizadores y piano eléctrico. - Gonzalo Palacios: saxofón en «Estoy azulado». - Richard Coleman: guitarra rítmica en «Ecos». | - Fabia Di Matteo: Arte. - Alfredo Lois: Diseño gráfico y de imagen. - Alberto Ohanian: Productor ejecutivo. - Marcelo G. Angiolini: Coordinador artístico. - Eduardo Marti: Fotografías. - Soda Stereo: Producción y arreglos. - Mariano López: Técnico de grabación y mezcla. |